# ルーコリ
ルーコリ（イタリア語: Lucoli）は、イタリア共和国アブルッツォ州ラクイラ県にある、人口約1,000人の基礎自治体（コムーネ）。

## 地理

### 位置・広がり

#### 隣接コムーネ
隣接するコムーネは以下の通り。括弧内のRIはリエーティ県（ラツィオ州）所属を示す。
- ボルゴローゼ (RI)
- ラークイラ
- ロッカ・ディ・カンビオ
- ロッカ・ディ・メッツォ
- トルニンパルテ

## 行政

### 行政区画
ルーコリには、以下の分離集落（フラツィオーネ）がある。
- Casamaina, Casavecchia, Colle di Lucoli, Collimento, Francolisco, Lucoli Alto, Peschiolo, Piaggia, Prata, Prato Lonaro, San Menna, Santa Croce, Sant'Andrea, Spogna, Spognetta, Vado Lucoli.

## 姉妹都市
- サッスオーロ、イタリア